# Attheyella muscicola
Attheyella muscicola är en kräftdjursart som först beskrevs av Claude Chappuis 1928.  Attheyella muscicola ingår i släktet Attheyella och familjen Canthocamptidae. Inga underarter finns listade i Catalogue of Life.